# Бетценштайн
Бетценштайн (нем. Betzenstein) — город и городская община  в Германии, в Республике Бавария.
Подчинён административному округу Верхняя Франкония. Входит в состав района Байройт. Подчиняется управлению Бетценштайн. Население составляет 2502 человека (на 31 декабря 2010 года). Занимает площадь 51,84 км². Официальный код — 09 4 72 118. Местные регистрационные номера транспортных средств (коды автомобильных номеров) (нем. Kraftfahrzeugkennzeichen) — BT Архивная копия от 20 августа 2016 на Wayback Machine.

## Население
По оценке на 31 декабря 2015 года население общины Бетценштайн составляет 2507 чел. 

| Дата      | 1840 | 1871 | 1900 | 1925 | 1939 | 1950 | 1961 | 1970 | 1987 | 2011 |
| --------- | ---- | ---- | ---- | ---- | ---- | ---- | ---- | ---- | ---- | ---- |
| Население | 2500 | 2491 | 2318 | 2312 | 2106 | 2833 | 2346 | 2326 | 2261 | 2496 |

| Год       | 1960 | 1970 | 1980 | 1990 | 2000 | 2009 | 2010 | 2011 | 2012 | 2013 | 2014 | 2015 |
| --------- | ---- | ---- | ---- | ---- | ---- | ---- | ---- | ---- | ---- | ---- | ---- | ---- |
| Население | 2324 | 2326 | 2249 | 2472 | 2521 | 2539 | 2502 | 2490 | 2476 | 2495 | 2473 | 2507 |